# Юргенс, Эммануил Густавович
Эммануил Густавович Юргенс (1827—1880) — российский архитектор немецкого происхождения.

## Биография
Окончил Академию Художеств в 1853.
C 1867 по 1873 год служил в строительном отделении Санкт-Петербургского губернского правления; c 1873 года — техник Городской управы.

## Проекты
- Большая Московская улица, д.№ 14/Свечной переулок, д.№ 1 — доходный дом. 1856—1857. (Включен в существующее здание).
- Литейный проспект, д.№ 32 — доходный дом. 1857—1858.
- 2-я Красноармейская улица, д.№ 19 — доходный дом. Перестройка и расширение. 1858.
- Гродненский переулок, д.№ 18 — доходный дом. 1861.
- Измайловский проспект/,19 11-я Красноармейская улица, д.№ 2 — доходный дом. 1862.
- Садовая улица, д.№ 83 — доходный дом  памятник архитектуры (вновь выявленный объект)[2]. 1863. (Перестроен).
- Большая Подьяческая улица, д.№ 34, правая часть — доходный дом. 1864.
- Большая Московская улица, д.№ 10 — Малая Московская улица, д.№ 1 — особняк А. Ф. Миллера. 1865. (Надстроен).
- Улица Жуковского (б. Малая Итальянская), д. №19 — особняк Э.Г. Юргенса. 1865. Находится под угрозой сноса (осень 2010 года)[1]
- Садовая улица, д.№ 33/Гороховая улица, д.№ 43 — доходный дом. 1865.
- Московский проспект,35 — 4-я Красноармейская улица, д.№ 2 — доходный дом. Перестройка. 1866.
- Улица Черняховского, д.№ 65 — особняк А. Иванова-Балашова. 1868.
- Английский проспект, д.№ 48, левая часть — доходный дом. 1868.
- Улица Рылеева, д.№ 17-19, левая часть — особняк и каретный магазин Ф. Ф. Миллера. 1869. (Включены в существующее здание).
- Моховая улица, д.№ 12 — доходный дом. 1870. Включен существовавший дом.
- Садовая улица, д.№ 76 — доходный дом. 1870.
- Галерная улица, д.№ 14 - Конногвардейский бульвар, д.№ 11 — доходный дом. Надстройка. 1871.
- Дровяной переулок, д.№ 12 — доходный дом. 1872.
- Английский проспект, д.№ 34/улица Союза Печатников, д.№ 25б — доходный дом. 1872. (Надстроен). Совместно с А.А. Максимовым и В.Р. Курзановым.
- Садовая улица, д.№ 80 — доходный дом. 1872—1873.
- Улица Лабутина, д.№ 9 — доходный дом. 1872—1873.
- Большая Московская улица, д.№ 9 — доходный дом. 1873—1874. Включен существовавший дом.
- Улица Степана Разина, д.№ 9-11, двор — ледники и бродильня Калинкинского пивоваренного завода. 1873—1876.
- Набережная реки Фонтанки, д.№ 137, левая часть — доходный дом. 1874.
- Тележная улица, д.№ 2/Харьковская улица, д.№ 4 — доходный дом. 1874.
- Курляндская, д.№ 49/улица Степана Разина, д.№ 6, правая часть — здание солодовни Калинкинского пивоваренного завода. 1875—1876.
- Курляндская улица, д.№ 28  памятник архитектуры (вновь выявленный объект)[2] — комплекс построек пивоваренного завода И. А. Дурдина. 1880—1890. Совместно с В. Ф. Геккером.
- 2-я Красноармейская улица, д.№ 3 — доходный дом. Надстройка и расширение. 1876.
- Большая Московская улица, д.№ 13 — доходный дом. 1876—1877.
- Набережная Обводного канала, д.№ 136, д.№ 138, двор — производственные корпуса товарищества Российско-американской резиновой мануфактуры «Треугольник». 1876—1879  памятник архитектуры (вновь выявленный объект)[2]. Совместно с Р. Р. фон Генрихсеном
- Площадь Островского, д.№ 7 1876—1879 — здание Санкт-Петербургского городского кредитного общества  памятник архитектуры (федеральный). Участие. Проект В. А. Шретера и Э. Ф. Крюгера.
- Старо-Петергофский проспект, д.№ 10 — доходный дом. 1877. Включен существовавший дом.
- Дровяная улица, д.№ 4, левая часть — доходный дом. 1877.
- 5-я Красноармейская улица, д.№ 28 — доходный дом. 1878.
- Синопская набережная, д.№ 58 — производственные здания Калашниковского пивоваренного завода  памятник архитектуры (вновь выявленный объект)[2]. (Перестроены).
- Набережная Обводного канала, д.№ 229 — производственное здание Калинкинского пивоваренного завода. 1879.
- Улица Чайковского, д.№ 16 — доходный дом. 1879.
- Набережная Обводного канала, д.№ 211—213 — производственные здания пивоваренного завода И. А. Дурдина. 1880.
- Рижский проспект, д.№ 78/улица Степана Разина, д.№ 7, левая часть — жилой дом Калинкинского пивоваренного завода. 1880.